# Anopheles splendidus
Anopheles splendidus este o specie de țânțari din genul Anopheles, descrisă de Gen'ichi Koidzumi în anul 1920. Conform Catalogue of Life specia Anopheles splendidus nu are subspecii cunoscute.